# Kunjaban
Kunjaban è una suddivisione dell'India, classificata come census town, di 7.352 abitanti, situata nel distretto del Tripura Occidentale, nello stato federato del Tripura. In base al numero di abitanti la città rientra nella classe V (da 5.000 a 9.999 persone).

## Società

### Evoluzione demografica
Al censimento del 2001 la popolazione di Kunjaban assommava a 7.352 persone, delle quali 4.324 maschi e 3.028 femmine. I bambini di età inferiore o uguale ai sei anni assommavano a 703, dei quali 372 maschi e 331 femmine. Infine, coloro che erano in grado di saper almeno leggere e scrivere erano 5.774, dei quali 3.695 maschi e 2.079 femmine.